# Diseredazione delle donne in Cabilia
La diseredazione delle donne, vale a dire la loro esclusione completa dal diritto di successione, fu una decisione assunta nel XVIII secolo in Cabilia da un'assemblea generale dei principali notabili di tutte le tribù. Un fatto del genere rientra nella tradizione di ampia indipendenza che il diritto consuetudinario delle popolazioni berbere ha sempre avuto nei confronti della legge sciaraitica (nel diritto islamico, infatti, le donne hanno diritto all'eredità, anche se nella misura della metà dei maschi).
Le spiegazioni del motivo di questa decisione così in contrasto con la legge religiosa, ma a prima vista anche con la posizione meno svantaggiata della donna nel mondo berbero, sono diverse, ma sembrano tutte da ricondursi alla necessità di evitare l'eccessivo frazionamento delle proprietà terriere, sia per la oggettiva scarsità di terre coltivabili nella regione montuosa della Cabilia (a scopi analoghi serviva, in territori alpini, l'istituzione del maso chiuso), sia per ridurre le contese tra villaggi e tribù dal momento che le donne erano solite accasarsi al di fuori della tribù di origine, il che provocava poi dispute tra eredi di diversi villaggi e tribù.
Sulla data del provvedimento e sulla procedura con cui si pervenne ad esso vi sono discordanze tra i principali autori che ne hanno discusso, Boulifa e Hanoteau. Secondo Hanoteau (che riporta anche un testo che sarebbe copia di tale deliberazione) l'assemblea si tenne nel mercato del sabato dei Beni Ouasif nell'anno 1162 dell'egira, vale a dire nel 1748.
Boulifa invece sostiene che tale decisione venne presa alcuni decenni dopo ("solo dopo il trattato del 1767 firmato con la Spagna,  vale a dire 1769-70"), ed in un altro villaggio, quello di Djemaa Saharidj:
(Boulifa (1904-1990), pp. 48-49)
Dal momento che Hanoteau e Letourneux (1872-73, vol. 3) citano un altro villaggio e anche altre tribù rispetto a quelle segnalate da Boulifa (l'iniziativa sembra essere della confederazione degli Ait Bethroun presso gli Igawawen, e le tribù firmatarie si collocano tutte nei pressi), e che anche i termini della deliberazione sembrano divergenti da ciò che segnalava Boulifa (in particolare, manca la clausola che prevede la possibilità di ereditare a titolo di usufrutto fino alla morte), sembra verosimile che quella di privare le donne del diritto all'eredità sia stata una deliberazione generale di tutta la Cabilia ma presa con diverse decisioni, in tempi e luoghi diversi.